# 中国环境科学研究院

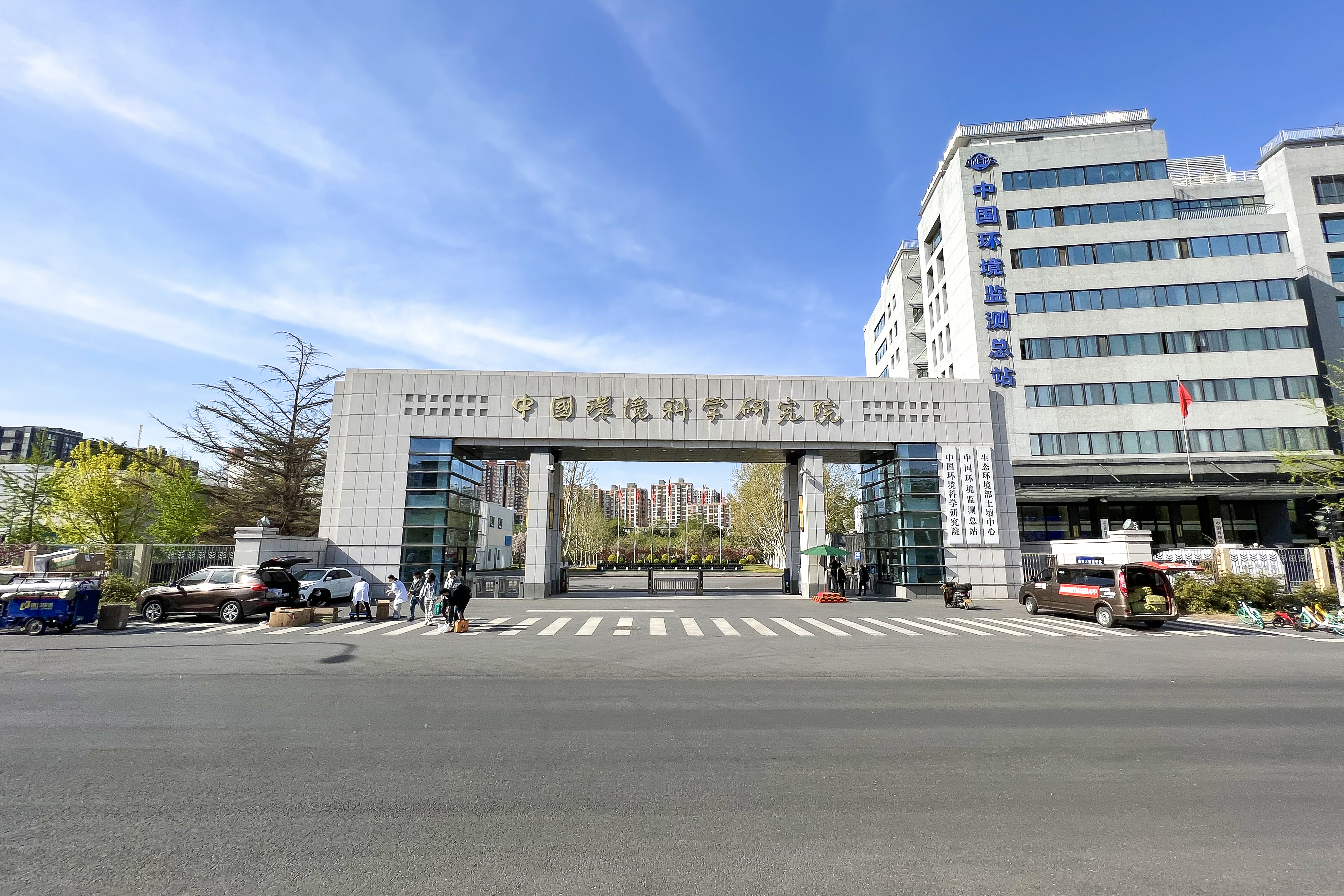
环科院南门

中国环境科学研究院（简称“中国环科院”），位于北京市朝阳区安外北苑大羊坊8号，隶属中华人民共和国生态环境部。

## 简介
经中共中央批准，中国环境科学研究院于1978年12月31日成立。原隶属国家环境保护局，后隶属国家环境保护总局，2008年中华人民共和国环境保护部成立后转隶中华人民共和国环境保护部。中国环境科学研究院是国家级社会公益非营利性环境保护科研机构，围绕国家可持续发展战略开展创新性、基础性重大环境保护科学研究。
2009年12月8日，中共中央政治局常委、国务院副总理李克强考察中国环境科学研究院和中国环境监测总站，并主持召开环境保护工作座谈会。

## 历任领导
| 院长 - 黄新民（1980年8月—1982年8月，执行副院长主持工作） - 刘鸿亮（？—？） - 陈复（？—2001年12月） - 孟伟（2001年12月—2016年10月） - 李海生（2016年10月—） | 党委书记 …… - 樊元生（2003年7月—2005年1月） - 罗桂玲（？—？） - 卢秀玲（2009年6月—？） - 陈斌（2016年5月—） |